# Política espacial
La política espacial és el procés de presa de decisions polítiques i l'aplicació de polítiques públiques d'un estat (o associació d'estats) respecte el vol espacial i els usos de l'espai exterior, tant per a propòsits civils (científica i comercial) com militar. Els tractats internacionals, com el Tractat de l'espai exterior de 1967, intenta maximitzar els usos pacífics de l'espai i restringir la militarització de l'espai.
La política espacial s'intersectua amb la política científica, ja que sovint els programes espacials nacionals utilitzen el finançament de la ciència espacial, i també amb la política de defensa, per a aplicacions com ara satèl·lits espia i armes antisatèl·lit. També engloba la regulació governamental d'activitats de tercers com ara satèl·lits de comunicacions comercials i vol espacial privat.
La política espacial també engloba la creació i aplicació de la llei espacial, i les organitzacions d'advocacia espacial existeixen per donar suport a la causa de l'exploració espacial.